# Канейдиан (округ)
Округ Канейдиан (англ. Canadian County) располагается в штате Оклахома, США. Официально образован в 1890 году. По состоянию на 2013 год, численность населения составляла 126 123 человека.

## География
По данным Бюро переписи США, общая площадь округа равняется 2344 км2, из которых 2330 км2 суша и 14 км2 или 0,600 % это водоёмы.

## Население
По данным переписи населения 2000 года в округе проживает 87 697 жителей в составе 31 484 домашних хозяйств и 24 431 семей. Плотность населения составляет 38,00 человек на км2. На территории округа насчитывается 33 969 жилых строений, при плотности застройки около 15,00-ти строений на км2. Расовый состав населения: белые — 87,01 %, афроамериканцы — 2,16 %, коренные американцы (индейцы) — 4,27 %, азиаты — 2,45 %, гавайцы — 0,05 %, представители других рас — 1,35 %, представители двух или более рас — 2,72 %. Испаноязычные составляли 3,86 % населения независимо от расы.
В составе 39,80 % из общего числа домашних хозяйств проживают дети в возрасте до 18 лет, 64,30 % домашних хозяйств представляют собой супружеские пары проживающие вместе, 9,70 % домашних хозяйств представляют собой одиноких женщин без супруга, 22,40 % домашних хозяйств не имеют отношения к семьям, 19,20 % домашних хозяйств состоят из одного человека, 7,10 % домашних хозяйств состоят из престарелых (65 лет и старше), проживающих в одиночестве. Средний размер домашнего хозяйства составляет 2,71 человека, и средний размер семьи 3,10 человека.
Возрастной состав округа: 28,00 % моложе 18 лет, 8,20 % от 18 до 24, 30,70 % от 25 до 44, 23,50 % от 45 до 64 и 9,50 % от 65 и старше. Средний возраст жителя округа 35 лет. На каждые 100 женщин приходится 99,40 мужчин. На каждые 100 женщин старше 18 лет приходится 97,70 мужчин.
Средний доход на домохозяйство в округе составлял 45 439 USD, на семью — 51 180 USD. Среднестатистический заработок мужчины был 35 944 USD против 24 631 USD для женщины. Доход на душу населения составлял 19 691 USD. Около 5,80 % семей и 7,90 % общего населения находились ниже черты бедности, в том числе — 9,70 % молодёжи (тех, кому ещё не исполнилось 18 лет) и 7,20 % тех, кому было уже больше 65 лет.